# Paraeumigus sobrinus
Paraeumigus sobrinus är en insektsart som först beskrevs av Bolívar, I. 1912.  Paraeumigus sobrinus ingår i släktet Paraeumigus och familjen Pamphagidae. Inga underarter finns listade i Catalogue of Life.